# Butirki (Tula)
|  | Per a altres significats, vegeu «Butirki». |

Butirki (en rus: Бутырки) és un poble de l'óblast de Tula, a Rússia, segons el cens del 2010 tenia 264 habitants.